# Donald J. Goergen
Donald J. Goergen OP (* 16. August 1943 in Remsen) ist ein US-amerikanischer Dominikaner und Theologe.

## Leben
Donald J.(auch: Don) Goergen (luxemburgischer Abstammung) legte am 19. Dezember 1971 die Ordensprofess des Dominikanerordens ab und wurde am 26. April 1975 zum Priester geweiht. Er studierte am Aquinas Institute of Theology in Dubuque und wurde 1972 zum Ph.D promoviert. Er lehrte in Dubuque ab 1971 als Assistenzprofessor und von 1976 bis 1982 als Professor für Systematische Theologie. Von 1985 bis 1994 war er in den Vereinigten Staaten Oberer der Dominican Central Province.
Von 1996 bis 1999 lehrte er am 1981 gegründeten Aquinas Institute of Theology in St. Louis. 1999 war er Gründungsmitglied des dominikanischen Aschram (2008 aufgelöst). Derzeit lebt er im Konvent Pius V. in Chicago.
Der Dominikanerorden verlieh ihm den Ehrentitel Sacrae Theologiae Magister (STM), die höchste wissenschaftliche Auszeichnung im Orden.

## Veröffentlichungen (Auswahl)
- The sexual celibate. Seabury Press, New York 1974. SPCK, London 1976.
- The power of love. Christian spirituality and theology. Thomas More Press, Chicago 1979.
- A Theology of Jesus. Glazier, Wilmington, Del. 1986–1995.
  - 1. The mission and ministry of Jesus. 1986.
  - 2. The death and resurrection of Jesus. 1988.
  - 3. The Jesus of Christian history. 1992.
  - 4. Jesus, son of God, son of Mary, Immanuel. 1995.
- (Hrsg.) Being a priest today. Liturgical Press, Collegeville, Minn. 1992.
- Letters to My Brothers and Sisters. Dominican Publications, Dublin 1996.
- (Hrsg. mit Ann Garrido) The theology of priesthood. Statement of Responsibility. Liturgical Press, Collegeville, Minn. 2000.
- Fire of love. Encountering the Holy Spirit. Paulist Press, New York 2006.
- St. Dominic. The story of a preaching friar. Paulist Press, New York 2016.
- Thomas Aquinas and Teilhard de Chardin. Christian humanism in an age of unbelief. Pickwick Publications, Eugene, Oregon 2022.